# اکیشلا
اکیشلا (به لاتین: Akkışla) یک سکونتگاه مسکونی در ترکیه است که در استان قیصریه واقع شده‌است.

## خصوصیات
اکیشلا ۱٬۵۹۲ متر بالاتر از سطح دریا واقع شده‌است.